# Titian
Titian è un documentario del 2003 diretto da Jake Auerbach e basato sulla vita del pittore italiano Tiziano.